# Mild Seven

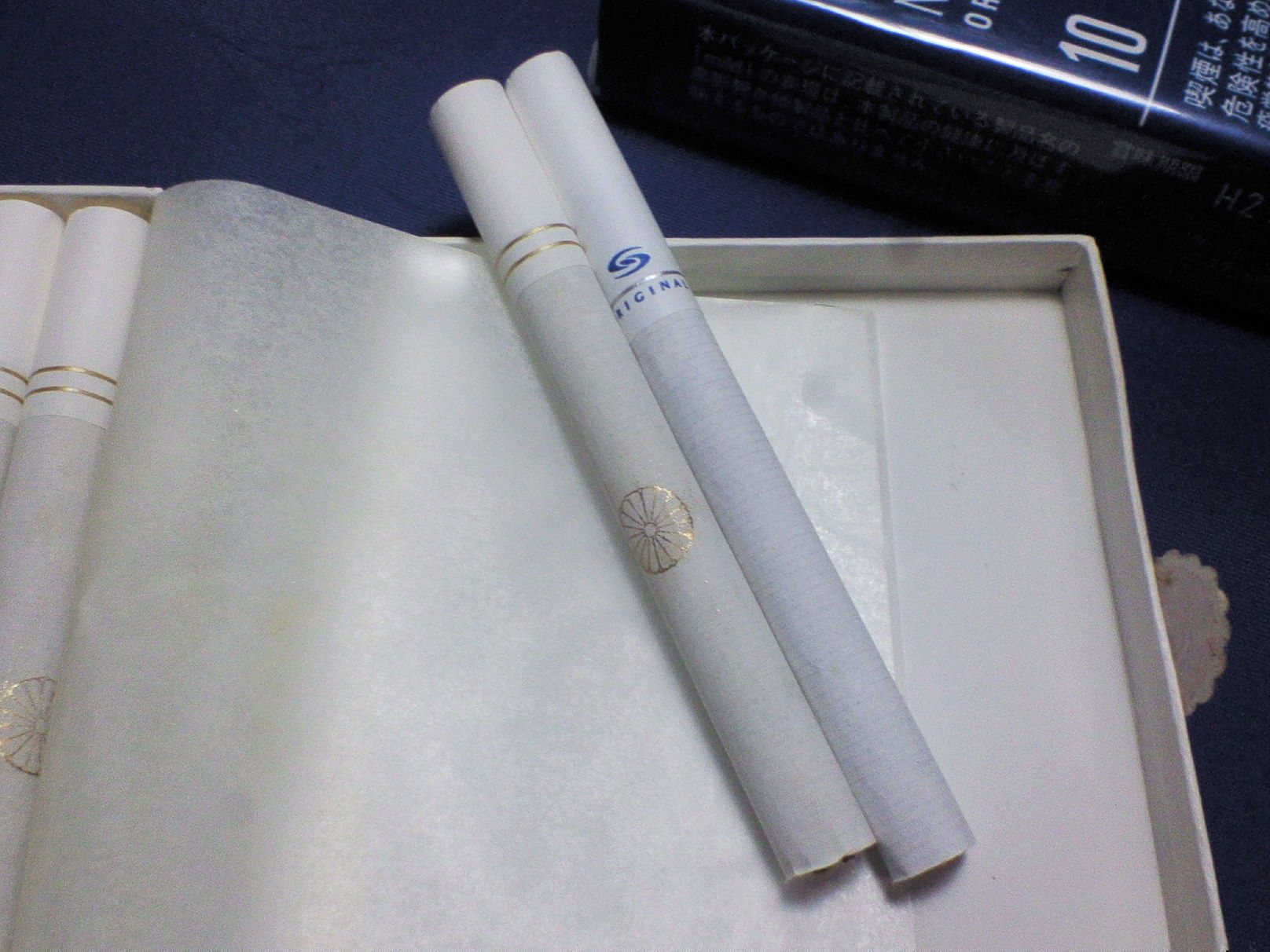
Papierosy Japan Tobacco i Mild Seven

Mild Seven (jap. マイルドセブン Mairudo Sebun) – dawna japońska marka papierosów produkowanych przez Japan Tobacco, firma powstała w 1977 roku. Siedziba firmy znajduje się w Tokio. Początkowo produkowane jako odmiana popularnej marki Seven Stars, to druga pod względem wielkości marka papierosów na świecie. W 2013 r. markę Mild Seven zastąpiono nową marką Mevius. 

## Warianty 1978-2013
- Mild Seven Original
- Mild Seven Charcoal Filter
- Mild Seven Box
- Mild Seven FK
- Mild Seven Special Light Box
- Mild Seven Light
- Mild Seven Light Box
- Mild Seven Lights Charcoal Filter
- Mild Seven Super Light
- Mild Seven Super Light Box
- Mild Seven Super Light 100's Box
- Mild Seven Extra Light
- Mild Seven Extra Light Box
- Mild Seven Extra Light 100's Box
- Mild Seven One
- Mild Seven One Box
- Mild Seven One 100's Box
- Mild Seven One Menthol Box
- Mild Seven One Menthol 100's Box
- Mild Seven Prime Super Light Box
- Mild Seven Prime Menthol Light Box
- Mild Seven Prime Slim Three
- Mild Seven AQUA Menthol
- Mild Turkey
- Mild Turkey Light

- Mild Seven 5
- Mild Seven Select
- Mild Seven Menthol
- Mild Seven International
- Mild Seven Slim Light Menthol
- Mild Seven Ice Blue Super Light Box
- Mild Seven Prime Box
- Mild Seven Prime Light Box
- Mild Seven Super Light Eco Style

## Formuła 1

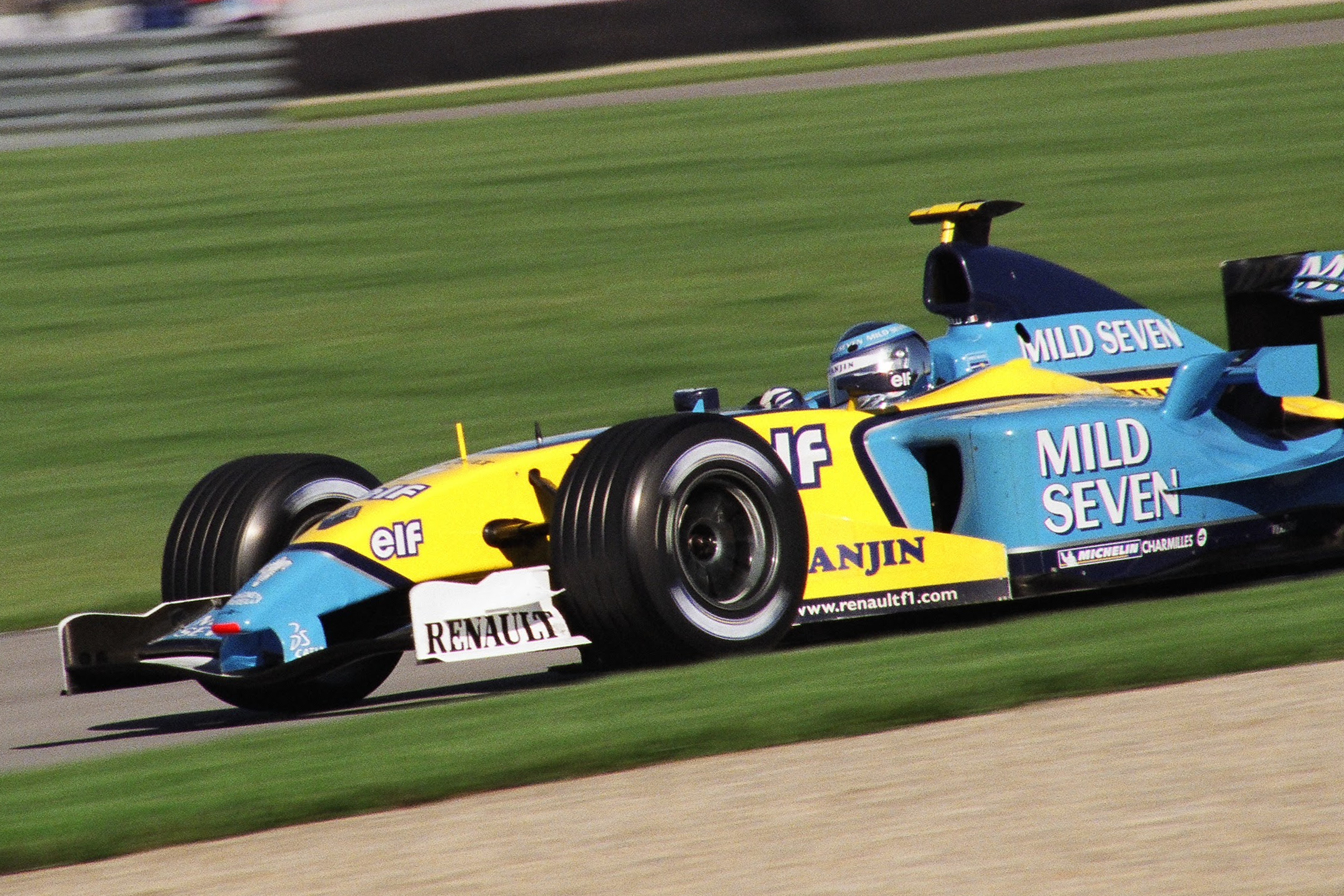
Bolid Renault z logo firmy

Mild Seven, był sponsorem tytularnym zespołu Benetton od 1994 do 2001 roku. Od 2002 firma sponsorowała zespół Renault. Umowa miała obowiązywać do 2009, jednak z powodu nałożenia przez Unię Europejską zakazu reklamowania wyrobów tytoniowych, kontrakt zakończył się w 2006.